# 分段回归
分段回归是一种回归分析方法，将自变量划为若干区间，并分别拟合出单独的线段。通过对各种自变量分区，也可以对多元数据进行分区回归分析。自变量聚类为不同组别时，这些区域的变量之间会表现出不同的关系，这时分段回归就非常有用。分段之间的界限就是间断点。
分段线性回归就是分段回归，通过线性回归得到区间内的关系。

## 2段线性回归

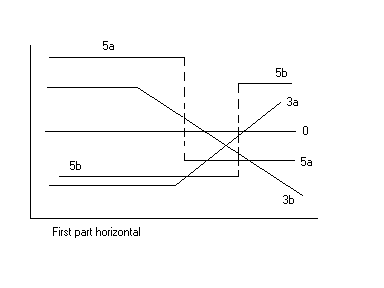
第一段水平

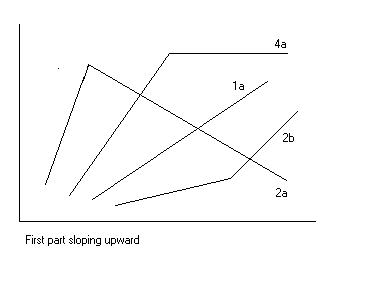
第一段上升

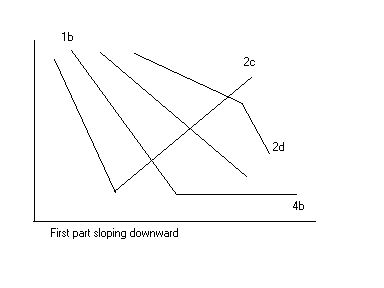
第一段下降

分2段线性回归的段间有1个间断点，可用来量化影响因素（x）变化的响应函数（Yr）的突然变化。间断点可解释为临界值、安全值或阈值，过该值会产生（非）预期效果。间断点对决策非常重要。
这些图表说明了可获得的一些结果和回归类型。
分段回归分析基于一组( y, x )数据，其中y是因变量，x是自变量。
最小二乘法分别适用于每个分段，通过这种方法，两条回归线可以分别拟合数据集，同时使因变量观测值（y）与计算值（Yr）之间的差值平方和（SSD）最小化：
- Yr = A1.x + K1     其中x < BP（间断点）
- Yr = A2.x + K2     其中x > BP（间断点）

其中

Yr是一定值x下y的期望（预测）值；
A1、A2是回归系数（表示线段斜率）；
K1、K2是回归常数（表示y轴截距）。
数据可能显示多种类型或趋势，见图。
该方法还能得到2个相关系数（R）：
- {\displaystyle R_{1}^{2}=1-{\frac {\sum (y-Y_{r})^{2}}{\sum (y-Y_{a1})^{2}}}}     其中x < BP（间断点）

及
- {\displaystyle R_{2}^{2}=1-{\frac {\sum (y-Y_{r})^{2}}{\sum (y-Y_{a2})^{2}}}}     其中x > BP（间断点）

其中

{\displaystyle \sum (y-Y_{r})^{2}}是每段的最小化SSD
，而
Ya1、Ya2是各自区间y的均值。
在确定最合适的趋势时，必须进行统计检验，以确保趋势可靠（显著）。
如果无法检测到明显的断点，则必须采用无断点回归。

## 例子

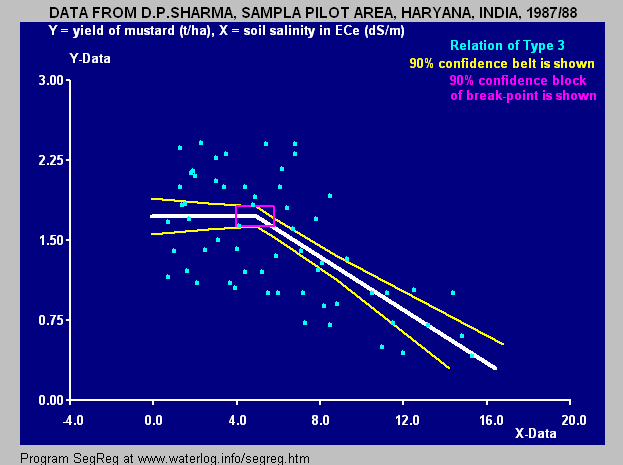
分段线性回归，3b型

右边的蓝色图给出了芥菜产量（Yr = Ym, t/ha）和土壤盐化（x = Ss，用土壤溶液导电率EC表示，单位为dS/m）之间的关系：
BP = 4.93, A1 = 0, K1 = 1.74, A2 = −0.129, K2 = 2.38, R12 = 0.0035（不显著）, R22 = 0.395（显著），以及：
- Ym = 1.74 t/ha                        对于Ss < 4.93（断点）
- Ym = −0.129 Ss + 2.38 t/ha     对于Ss > 4.93（断点）

表明土壤盐度< 4.93 dS/m是安全的，而土壤盐度> 4.93 dS/m则会使土壤盐度每增加一个单位减产0.129 t/ha。
下图还显示了置信区间和不确定性。

## 测试程序
以下统计检验用于确定趋势类型：

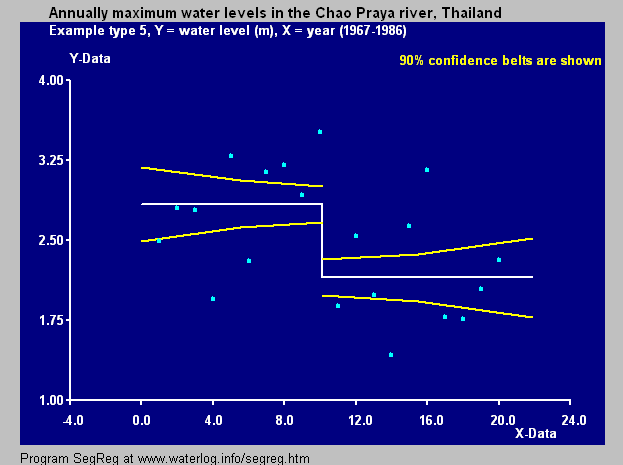
时间序列实例，5型

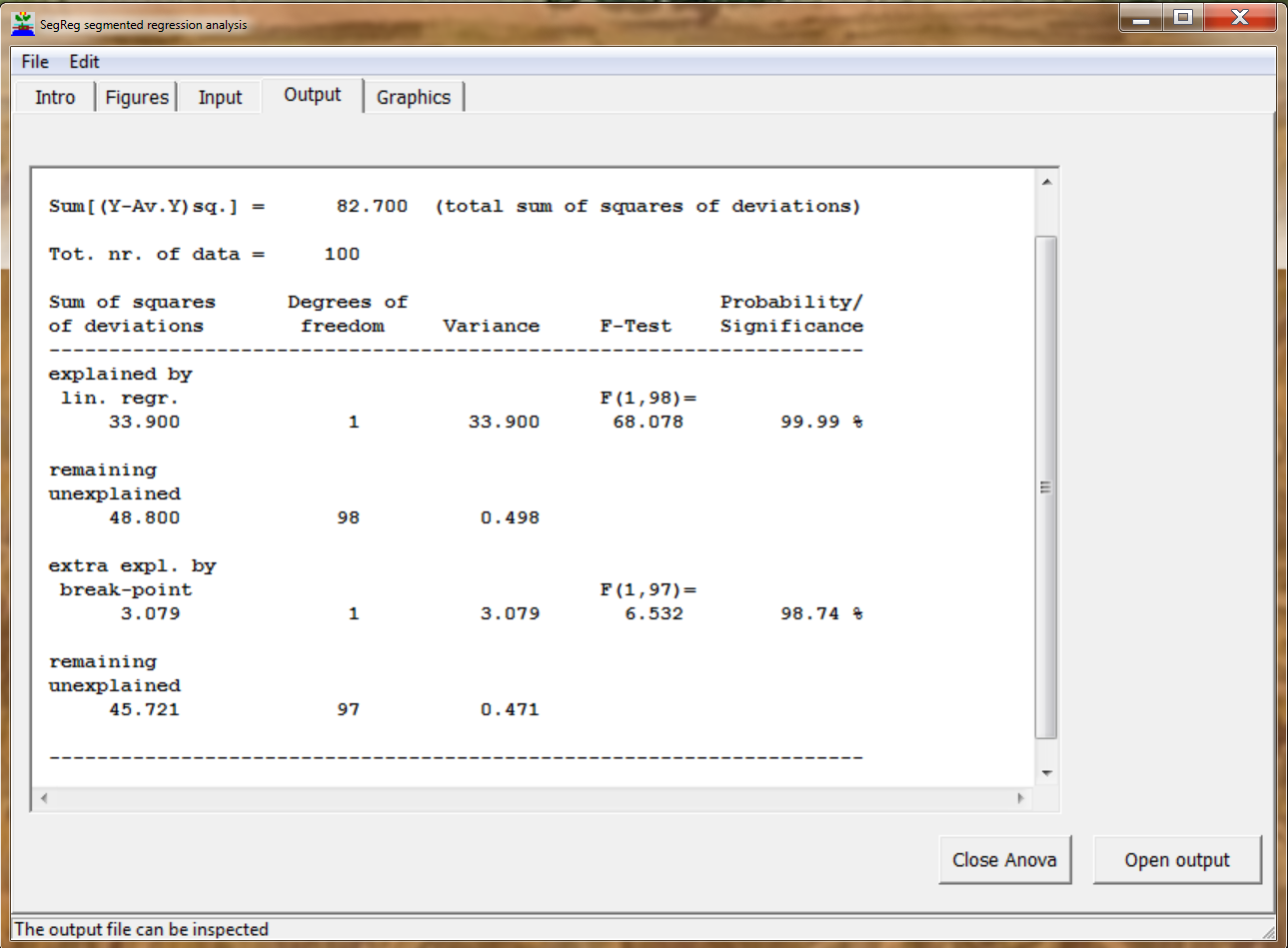
ANOVA表示例：本例中引入断点非常重要。

1. 将BP表示为回归系数A1、A2与y数据均值Y1、Y2，以及x数据均值X1、X2（BP的左右），利用加法和乘法的误差传播规律计算BP的标准差（SE），并应用T检验，从而确定断点（BP）的显著性
2. 应用T分布和A1、A2的标准差SE，检验A1、A2的显著性
3. 利用A1、A2差的SE，采用T分布检验差的显著性
4. 利用Y1、Y2差的SE，运用T分布检验差的显著性
5. 检验是否有断点的一种更正式的统计方法是伪分数检验，无需估计分段线。[4]

此外，还使用了所有数据的相关系数(Ra)、决定系数或解释系数、回归函数的信赖区间及ANOVA分析。
在显著性检验设定的条件下，所有数据的决定系数(Cd)应达到最大值，其计算公式为
- {\displaystyle C_{d}=1-{\sum (y-Y_{r})^{2} \over \sum (y-Y_{a})^{2}}}

其中Yr是根据前回归方程得出的y的预期（预测）值，Ya是所有y值的均值。
Cd系数介于0（完全没有解释）和1（完全解释，完全匹配）之间。

在纯粹的非分段线性回归中，Cd=Ra2。在分段回归中，Cd要明显大于Ra2才能证明分段的合理性。
可找到断点的最优值，使Cd系数得极大值。

## 无效应范围

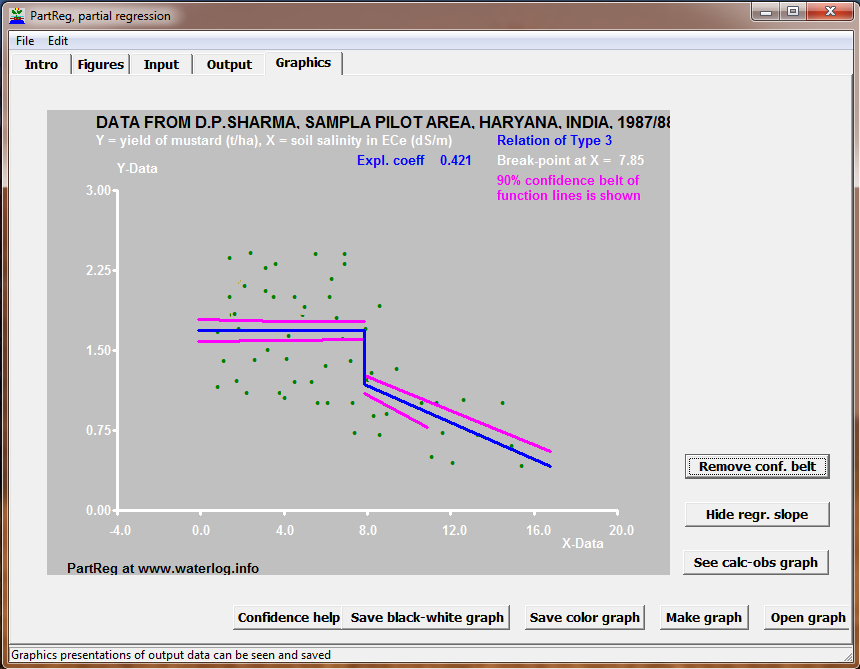

分段回归常用于检测解释变量(X)对因变量(Y)无效应的范围。
无效应范围可能在X域的前部，也可能在后部。对于“无效应”分析，应用最小二乘法进行分段回归分析可能不是最合适的技术，因为其目的是找到Y-X关系可被视为零斜率的最长延伸段，在之外，斜率与零有显著差异，但有关该斜率最佳值的知识并不重要。找到无效应范围的方法是对该范围进行渐进式部分回归，小步扩展范围，直到回归系数与零有显著差异。
在下图中，X=7.9时找到了断点，而对于相同的数据（芥菜产量见上图蓝色部分），最小二乘法仅在X=4.9时得到断点。后者的值较低，但对间断点以外数据的拟合效果更好。因此，采用哪种方法取决于分析的目的。